# 林克鈍塘鱧
林克鈍塘鱧（学名：Amblyeleotris rhyax），为輻鰭魚綱鰕虎鱼目鰕虎亞目鰕虎魚科鈍塘鱧屬的一個種，分布於西太平洋區的新不列顛及菲律賓海域，體長可達7.25公分，為底棲性魚類，棲息深度30-45公尺，生活於清澈水域的礁沙混合區，與槍蝦共生，可做為觀賞魚。

## 扩展阅读
維基物種上的相關：林克鈍塘鱧